# 小齒夕鼠屬
小齒夕鼠屬（Otonyctomys hatti），哺乳綱、囓齒目、倉鼠科的一屬，而與小齒夕鼠屬（小齒夕鼠）同科的動物尚有大耳攀鼠屬（大耳攀鼠）、洞鼠屬（粗毛洞鼠）、奧氏鼠屬（奧氏鼠）、稻鼠屬（白喉稻鼠）等之數種哺乳動物。